# Odradne, Bereznehuvate
Odradne (în ucraineană Одрадне) este un sat în comuna Vîsunsk din raionul Bereznehuvate, regiunea Mîkolaiiv, Ucraina.

## Demografie
Componența lingvistică a localității Odradne
     Ucraineană (89,66%)
     Română (6,9%)
     Rusă (3,45%)
Conform recensământului din 2001, majoritatea populației localității Odradne era vorbitoare de ucraineană (89,66%), existând în minoritate și vorbitori de română (6,9%) și rusă (3,45%).